# San Ferdinando di Puglia
San Ferdinando di Puglia es una localidad italiana de la provincia de Barletta-Andria-Trani, región de Puglia, con 14.361 habitantes.
san Ferdinando di Puglia san nació en 1847 como una fracción.
luego en 1862 se ha vuelto común. 

## Evolución demográfica
| Gráfica de evolución demográfica de San Ferdinando di Puglia entre 1861 y 2001 |
|                                                                                |
| Fuente ISTAT - elaboración gráfica de Wikipedia                                |